# Gyponana serrula
Gyponana serrula är en insektsart som beskrevs av Delong och Freytag 1964. Gyponana serrula ingår i släktet Gyponana och familjen dvärgstritar. Inga underarter finns listade i Catalogue of Life.